# KolibriOS
KolibriOS sau Kolibri este un sistem de operare mic x86 open-source scris complet în limbaje de asamblare. S-a separat de MenuetOS în 2004 și de atunci a fost dezvoltat independent.
Într-o recenzie din 2009 privind sistemele de operare alternative, TechRadar l-a numit "extrem de impresionant", remarcând performanța și baza de cod simplificată.

## Caracteristici
- Multitasking preventiv, fluxuri și executarea paralelă a apelurilor de sistem
- Pornește în câteva secunde de pe diverse dispozitive, cu suport pentru NTFS și Ext2/3/4; poate porni, de asemenea, din Coreboot și Windows (Windows se va închide)
- Interfață grafică bazată pe VESA și optimizată pentru aceasta
- Kit de dezvoltare: editor de cod cu un asamblator macro integrat (FASM)
- Majoritatea distribuțiilor vor încăpea pe o singură imagine de dischetă de 1,44 MB

Comenzi
Aceasta este o listă de comenzi suportate de KolibriOS shell:
```
 * about      * exit      * more      * sleep
 * alias      * free      * ps        * touch
 * cd         * help      * pwd       * uptime
 * clear      * history   * reboot    * ver
 * cp         * kill      * rm
 * date       * ls        * rmdir
 * echo       * mkdir     * shutdown
```

## Cerințe de sistem
- CPU compatibil i586
- 8 MB RAM
- Placă grafică compatibilă VESA
- Unitate floppy de 1,44 MB de 3,5”, unitate hard disk, unitate flash USB sau unitate CD-ROM